# Nicolaikirche Grimma

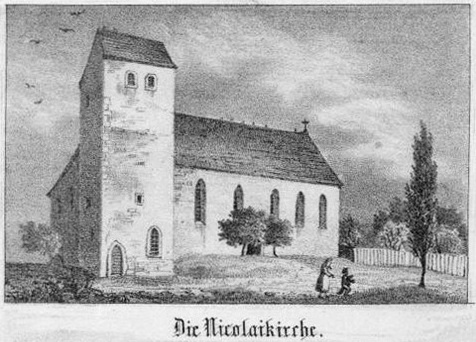
Nikolaikirche Grimma um das Jahr 1840

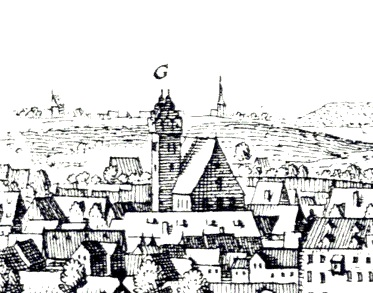
Die Nikolaikirche auf einem Panorama von Grimma (Ausschnitt, Merian 1650)

Die Nicolaikirche zu Grimma – auch Nikolaikirche und St.-Nicolai-Kirche genannt – war ein Kirchengebäude der Evangelischen Kirche Sachsens in Grimma im Landkreis Leipzig in Sachsen. Der Sakralbau prägte über Jahrhunderte an seinem Standort Nicolaiplatz das Stadtbild von Grimma mit.

## Geschichte und Bauwerk
Das Gotteshaus wurde im 13. Jahrhundert erbaut: Kaufleute und Handwerker ließen sich im 12. und 13. Jahrhundert nahe der markgräflichen Burg in Grimma nieder. Geistliches Zentrum der Fernhändler wurde die Nikolaikirche, war doch der Heilige Nikolaus der Schutzpatron der Kaufleute. Sie errichteten in direkter Nachbarschaft zum Gotteshaus ihre Häuser.
Im Jahr 1888 wurde der Sakralbau abgerissen.

## Überlieferte Sakralkunst der Nikolaikirche

### Altar
Der kunsthistorisch bedeutsame, einstige Hochaltar der Nikolaikirche steht in der Friedhofskapelle Heilig Kreuz in Grimma. Ihn schuf im Jahr 1519 der Meister des Döbelner Hochaltars, der Wandelaltar wird der Cranachschule zugeschrieben.

### Altarfiguren und Taufstein
Drei um 1519 gefertigte, kunstvolle Altarfiguren des Gotteshauses sind in der Frauenkirche Grimma zu finden (Petrus (im Altarraum links), Paulus (rechts) und Maria mit Kind (im Schiff links)). Ebenso der Taufstein: Er wurde 1598 im Renaissance-Stil geschaffen und 1943 in die Frauenkirche geholt, deren ehemaliger Taufstein in die Klosterkirche Grimma kam und jetzt in der Stadtkirche St. Ägidien in Colditz steht.

### Glocken
Die Glocken in der Friedhofskirche Zum Heiligen Kreuz Grimma sind kunsthistorisch wertvoll, sie stammen ebenfalls aus der abgerissenen Nikolaikirche Grimma. Sie waren aufgrund ihres Alters und ihrer Bedeutung von den Bronze-Abgabepflichten beider Weltkriege ausgenommen: 1917 erfolgte die Einstufung in Gruppe C = dauernde Zurückstellung von der Einschmelzung. Im Zweiten Weltkrieg wurde die große Glocke in Gruppe C und die mittlere und kleine Glocke in Gruppe D – dauerhafte Erhaltung wegen des künstlerischen Wertes – eingestuft.
Große Glocke
Gussjahr 1677, Gießer Meister Johan Hoffman aus Halle, Gewicht 1629 kg, Zuckerhutform, unterer Durchmesser 1378 mm – Inschrift:
„Zum offnen Gottesdienst ermuntert Glockenklang. Zur Hochzeit hört man ihn und zum Begräbnis. Es woll hie Gott vor Feind und Feuers Noth Beschirmen Das man nicht ziehen darf die Glocke zu den Stürmen. Gang.“ Inschrift Schlagring: „gos mich M. Johan Jacob Hoffman in Halle Anno 1677“ (größte von Hoffmann erhaltene Glocke im Bereich der EvLKS von noch sechs erhaltenen Glocken).
Mittlere Glocke
Alter um 1350, unbekannter Meister, Gewicht 450 kg, Durchmesser 894 mm, ohne Inschrift.
Kleine Glocke
Gegossen im 13. Jahrhundert, unbekannter Meister, Gewicht 170 kg, Zuckerhutform, Durchmesser 666 mm, ohne Inschrift.

## Gegenwart
Zusätzlich zu den oben genannten kunsthistorischen Sakralgegenständen in der Frauenkirche Grimma und in der Friedhofskirche Grimma erinnern bis heute die Nicolaistraße und der Nicolaiplatz in Grimma an das Gotteshaus. Auf dem Nicolaiplatz befindet sich Grimmas Altstadt-Busbahnhof mit sieben Haltestellen.
Mit der Umgestaltung des Nicolaiplatzes wurde der Grundriss der einstigen Kirche in dessen Pflasterung sichtbar: Der Verlauf der Außenmauern ist mit dunklen Steinen gestaltet und ermöglicht so die Vorstellung ihrer vormals platzfüllenden Grundfläche. Auch ragen an einigen Stellen mehrere Meter lange, historischer Kirchenmauer-Reste etwa 40 Zentimeter aus der Bodenfläche heraus.